# St. Stephanus (Mechernich-Lessenich)

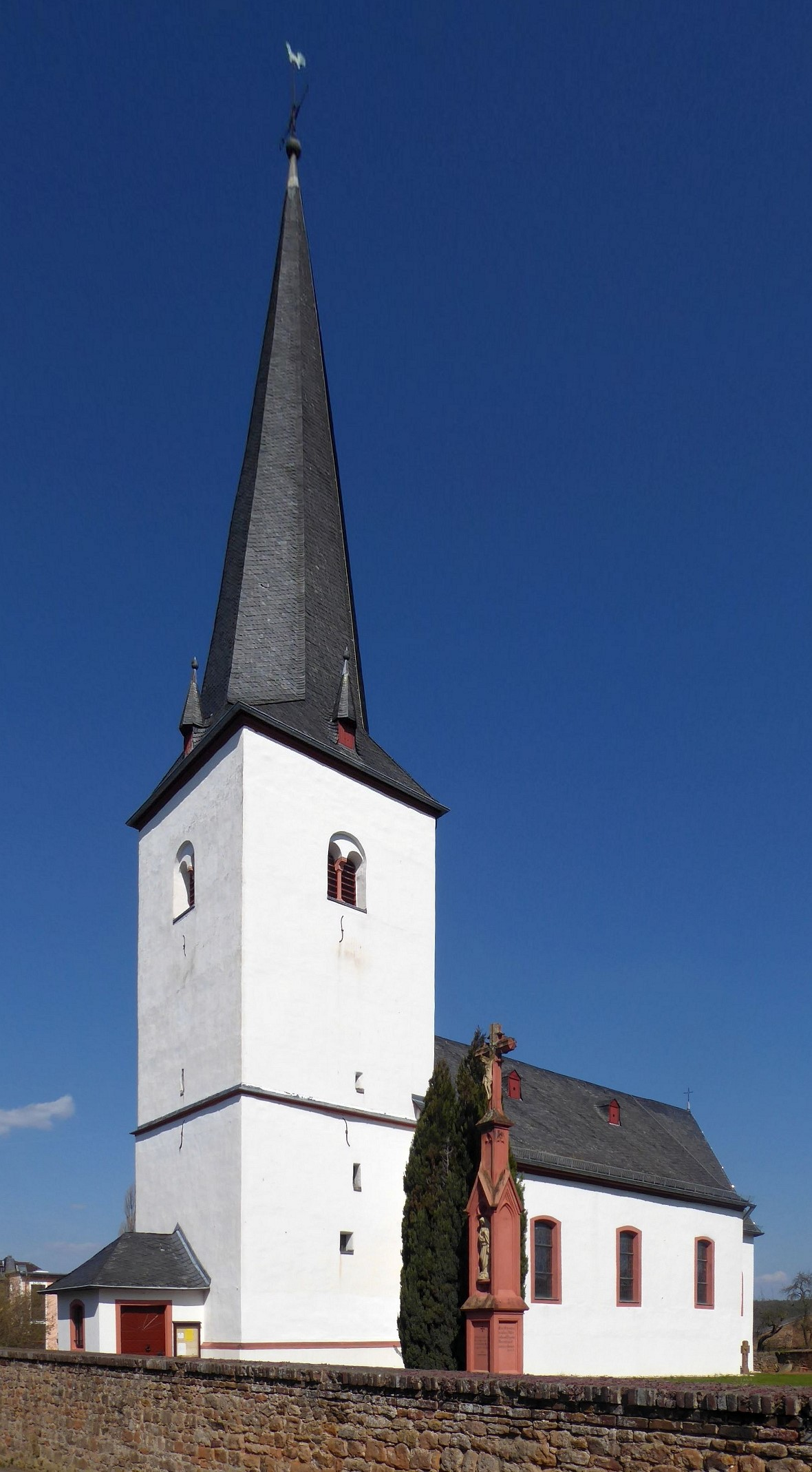
Kirche St. Stephanus, Lessenich

St. Stephanus ist eine römisch-katholische Pfarrkirche in Lessenich, einem Ortsteil von Mechernich im Kreis Euskirchen in Nordrhein-Westfalen. Sie gehört zum katholischen Seelsorgebereich Veytal.

## Geschichte
Bereits zu Beginn des 11. Jahrhunderts war die Benediktinerabtei St. Maximin in Trier in Lessenich begütert. Im Jahr 1169 kam es zu einem Vergleich zwischen der Abtei und den Herren auf Burg Zievel über die Vogtei der Güter der Abtei in Lessenich sowie das Patronatsrecht über die Kirche St. Stephanus. Das Patronat wechselte spätestens im 18. Jahrhundert von der Abtei zu den Herren von Metternich-Mülenarck und Dreyborn.
Der Kunsthistoriker Paul Clemen vermutete, dass sich zumindest im Triumphbogen der Kirche noch Baubestand des ursprünglichen Gotteshauses im Stil der Romanik erhalten hat. Der anschließende dreiseitig geschlossene Chorraum mit Sterngewölbe sowie der Westturm entstanden im 15. Jahrhundert zur Zeit der Gotik. Das einschiffige Langhaus wurde zwischen 1724 und 1734 errichtet.

## Baubeschreibung
Die Kirche ist ein einschiffiger Bruchsteinbau, 18,20 Meter lang und 9 Meter breit. Der Turm, mit rundbogigem spätgotischen Portal, welches die Jahreszahl 1581 trägt, ist viergeschossig und von einem äußerst schlanken, ins Achteck übergeführten Helm bedeckt. Über dem zweiten Geschoss ist ein feines gotisches Gesims aus Haustein angebracht; die Glockenstube hat nach jeder Seite hin ein Doppelfenster mit Mittelsäulchen ohne Kapitäl. Die Turmhalle zeigt ein Kreuzgewölbe, welches das Wappen der Metternich-Müllenark trägt. Der Turm ist bis zum Glockenstuhl 13 m und im ganzen 45,15 m hoch. Das einfache Schiff hat an jeder Seite drei Fenster und ist mit flacher, gepliesterter Decke versehen. Der spätgotische Chor und die Sakristei haben je zwei Spitzbogenfenster, letztere mit Rippenkreuzgewölbe. Das Maßwerk der Chorfenster ist ausgebrochen. Der Chor hat ein zierliches Sterngewölbe, in dessen Schlussstein auch das Metternich'sche Wappen eingemeißelt ist. Turm, Chor und Sakristei sind die ältesten Teile der Kirche; sie entstanden im 16. Jahrhundert, in der Blütezeit der von Metternich'schen Familie auf Zievel, welche anscheinend zu dem Bau reichlich gespendet hat. Die Sakristei war ursprünglich sehr klein und wurde im 19. Jahrhundert teilweise umgebaut. Besonders bemerkenswert ist der Triumphbogen in der Kirche, welcher noch in der spätromanischen Zeit entstand. Er zeigt jedoch schon die spitzbogige Form der anbrechenden Gotik.
Die Glocken wurden 1532, 1952 und 1953 gegossen. Die Inschrift der ältesten Glocke lautet „STEPHANI HEYSCHEN ICH, IN DYE ERE GOTZ LUDEN ICH, DEN DONRE VERDRYVEN ICH, JAN VAN TRYER GOVS MICH ANNO XXXII“.